# Региональная лига ЮАР по футболу
Региональная лига ЮАР по футболу (англ. Regional League) — четвёртый в структуре футбольных лиг дивизион в ЮАР. Контролируется Федерацией футбола ЮАР.

## Формат лиги
Лига состоит из 52 региональных дивизиона, которые в сумме объединяют 832 футбольных клуба, и около 20 тысяч футболистов. Два региональных победителя (от каждой из 9 провинций) имеет право на продвижение во Второй дивизион на следующий сезон. Они определяются по результатам матчей плей-офф в своих провинциях.